# Nestronia
Nestronia es un género con siete especies de plantas de flores perteneciente a la familia Santalaceae. 

## Especies seleccionadas
- Nestronia cuneata
- Nestronia distichophylla
- Nestronia quadriata
- Nestronia umbellata
- Nestronia umbellula
- Nestronia umbellulata
- Nestronia undulata